# 施特倫格拉本河
49°00′36″N 10°41′53″E / 49.00998°N 10.69806°E
施特倫格拉本河是德國的河流，位於該國東南部，由巴伐利亞負責管轄，屬於阿恩巴赫河的右支流，河道全長1.1公里，流經魏森堡-貢岑豪森縣。